# Korčeva
Korčeva era una città russa dell'Oblast' di Tver'. Fu sommersa nel 1937 per la creazione del bacino idrico di Ivan'kovo.